# 人民英雄纪念碑

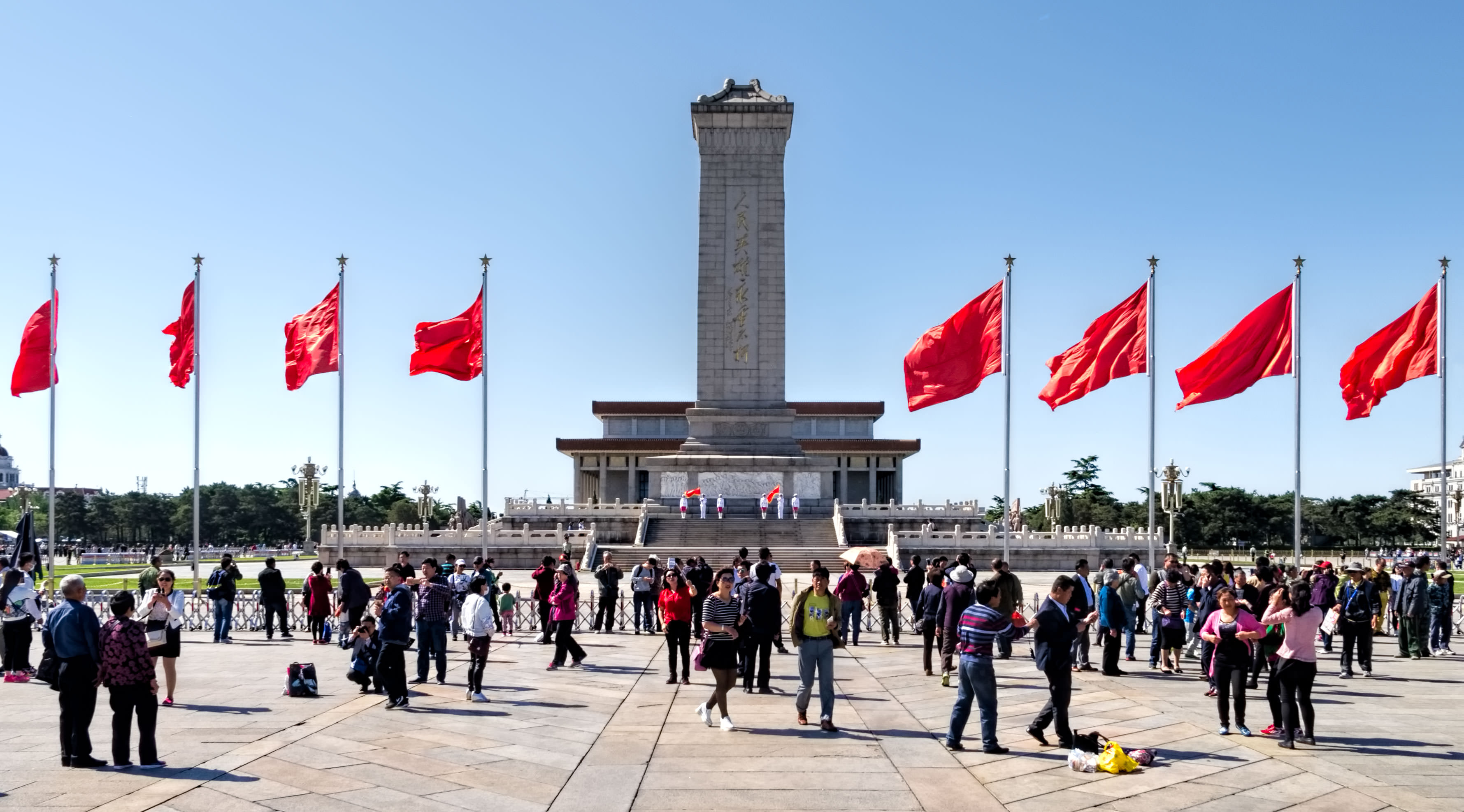
位於天安門廣場中央的人民英雄紀念碑

人民英雄纪念碑位于中华人民共和国首都北京市天安门广场的戰爭紀念碑，是1949年中国人民政治协商会议第一届全体会议为纪念中国近现代史上牺牲的人民英雄而建的纪念碑，是中华人民共和国成立后第一个由国家兴建的大型纪念碑。
紀念碑於1949年9月30日奠基，1952年8月1日开工，1958年5月1日揭幕，1961年成为第一批全国重点文物保护单位。2024年7月27日，人民英雄纪念碑作为「北京中轴线——中国理想都城秩序的杰作」的组成部分，入選世界遗产。

## 纪念碑

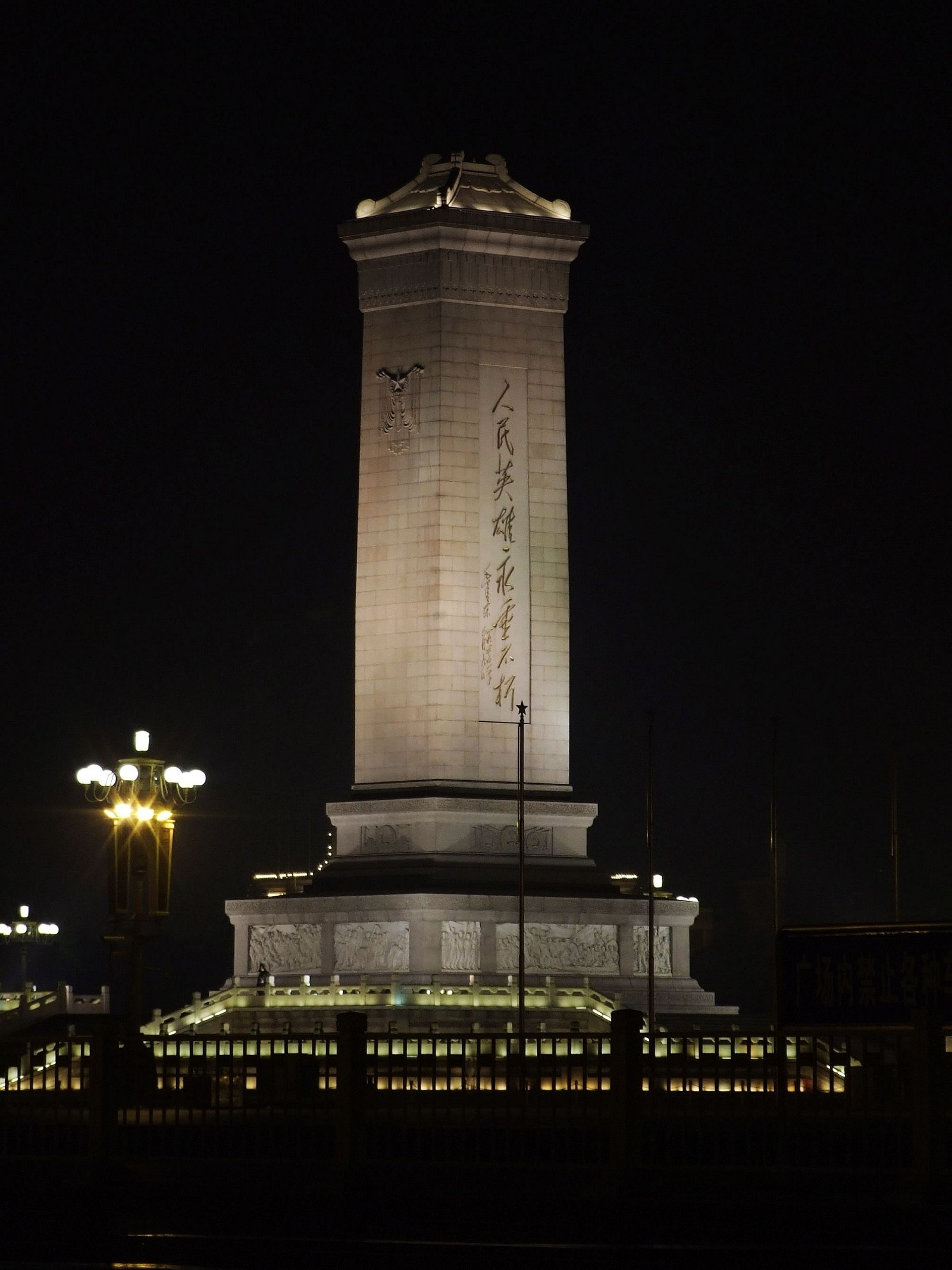
夜間的人民英雄纪念碑

人民英雄纪念碑位於天安門廣場中央，天安门城楼以南，毛主席纪念堂以北。紀念碑使用花岗石和汉白玉石搭建，面对天安门，肃穆庄严，雄伟壮观。結合中國建築与西方建筑的风格，并与北京中轴线相呼应。
紀念碑通高37.94米，占地约3,100平方米，由碑身、须弥座和台基三部分组成。碑顶为盝顶，碑身用413块花岗石分32层垒砌而成，左右两侧刻有五角星、松柏和旗帜组成的花纹图案。正面（北面）碑心石取自山東省青岛浮山的整块花崗石，长14.7米、宽2.9米、厚1米、重103吨，镌刻着毛泽东题写的「人民英雄永垂不朽」八个鎏金大字。背面碑心由7块石材构成，内容為毛泽东起草、周恩来书写的碑文，共150字，其文如下：（以下採用為碑文實際字體）
|  | 人民英雄念碑 三年以来在人民解放战争和人民革命中牲的人民英雄永垂不朽 三十年以来在人民解放战争和人民革命中牲的人民英雄永垂不朽 由此上溯到一千八百四十年从那時起为了反对内外敌人争取民族独立和人民自由幸福在厯 次鬥争中牺牲的人民英雄們永垂不朽 一九四九年九月三十日 中人民政治商第一屆全体會議建立 |

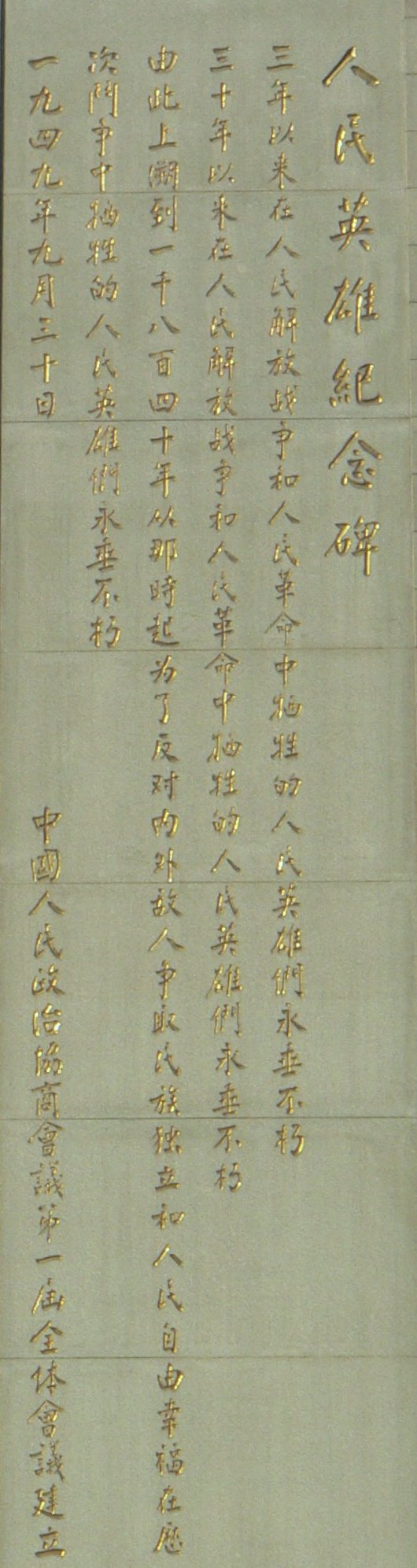
纪念碑背面（南面）碑文

碑文中的“三年以來”是指解放戰爭時期（1946—1949）；“三十年以來”是指以五四運動起點的新民主主義革命時期（1919—1949），標誌著新民主主義革命開始；“上溯到一千八百四十年”是指以鴉片戰爭為起點的整個民主革命時期（1840—1949）；而1840年的鴉片戰爭則是中國受侵略的開始，中國從此瀰漫著滾滾硝煙，成為了半殖民地半封建國家，標誌著中國近代史開端。
碑身由林徽因设计的两层须弥座承托。上层小须弥座的四面刻牡丹、荷花、菊花、垂幔等拼成的八个花环，以示对烈士的崇敬之情。下层大须弥座的束腰部镶嵌着十幅巨大的汉白玉浮雕，其中八幅作品反映了中国近现代史上的革命事件，按东南西北的顺序依次为“虎门销烟”、“金田起义”、“武昌起义”、“五四运动”、“五卅运动”、“南昌起义”、“抗日游击战”和“胜利渡长江·解放全中国”。此外，在北面正中“胜利渡长江”的两侧还有两幅装饰性作品“支援前线”和“欢迎人民解放军”。浮雕的高度均为2米，宽2至6.4米，总长40.68米，一共雕刻了180个人物，由刘开渠等人设计创作。纪念碑的台基也分为两层，上层呈方形，下层呈海棠形，东西宽50.44米，南北长61.5米。两层台基的四面均为栏杆环绕，并设有台阶。

## 兴建

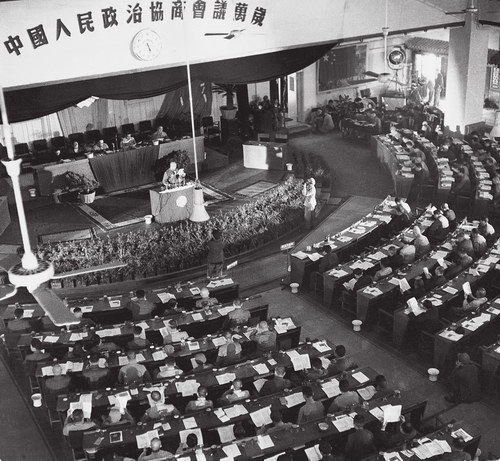
中国人民政治协商会议第一届全体会议

1949年9月30日，中国人民政治协商会议第一届全体会议通过决议，提出“为纪念在人民解放战争和人民革命、民族解放、民主运动中牺牲的人民英雄”，在北京建立“为国牺牲的人民英雄纪念碑”。当天下午全体政协代表在天安门广场为纪念碑奠基。此后开始设计方案的征集活动，由建筑学家梁思成和雕塑家刘开渠主持确定最终方案。1952年8月1日开工，到1958年4月落成，同年5月1日举行了隆重的揭幕典礼。

### 奠基
1949年9月30日，中国人民政治协商会议第一届全体会议闭幕。当天下午6时，參加該會議全体会议代表及首都各界群众代表共3,000人在天安门广场南端举行了人民英雄纪念碑奠基典礼。
典礼在《义勇军进行曲》中开始。周恩来代表中国人民政治协商会议第一届全体会议主席团致词：
我们中国人民政治协商会议第一届全体会议为号召人民纪念死者，鼓舞生者，特决定在中华人民共和国首都北京建立一个为国牺牲的人民英雄纪念碑。现在，1949年9月30日，我们全体代表在天安门外举行这个纪念碑的奠基典礼。
周恩来致词结束后，全体人员脱帽默哀。中央人民政府主席毛泽东宣读亲自撰写的碑文，并第一个为纪念碑的奠基石执锹铲土。
奠基石高1米7，其座高65厘米、宽100厘米、厚35厘米，质地为艾青石。石上有铭文155字，隶书，由毛泽东起草，叶恭绰书写，陈志敬镌刻。初稿为彭真所拟，原题为“中国人民解放战争和中国人民革命烈士纪念碑奠基典礼”。毛泽东对其加以修改，形成了终稿：
在中国人民解放战争和中国人民革命中牺牲的人民英雄们永垂不朽！

### 首都人民英雄纪念碑兴建委员会
1951年2月27日，北京市人民政府向中央人民政府政务院提交了由北京市市长聂荣臻、副市长张友渔、吴晗签署的报告，称拟于1951年春开始施工，并提出了建立组织机构和工程预算等情况。
北京市人民政府1952年5月22日关于成立首都人民英雄纪念碑兴建委员会致政务院周总理的报告稿记载，北京市人民政府于1952年4月29日邀请中央部委、中央人民政府人民革命军事委员会总政治部、中国人民政治协商会议全国委员会等9个单位举行了人民英雄纪念碑筹建座谈会，决定成立“首都人民英雄纪念碑兴建委员会”，由17个单位各推派代表一名为委员。
首都人民英雄纪念碑兴建委员会的17个组成单位及其代表如下：
1. 中国人民政治协商会议全国委员会（郑振铎）
2. 中华全国总工会（史占春）
3. 中共中央宣传部
4. 中央人民政府人民革命军事委员会总政治部（戴夫）
5. 华北军区政治部（丁里）
6. 中央人民政府文化部（王冶秋）
7. 政务院机关事务管理局（张效曾）
8. 政务院财政经济委员会（冯昌伯→曹言行）
9. 中央人民政府民族事务委员会（金民）
10. 中央人民政府华侨事务委员会（王纪元）
11. 全国美术工作者协会（王朝闻）
12. 中国建筑工程学会（庄俊）
13. 北京市人民政府（彭真）
14. 中国共产党北京市委员会（薛子正）
15. 北京市总工会
16. 北京市协商委员会（李健生）
17. 北京市都市计划委员会（梁思成）

1952年5月10日，纪念碑兴建委员会成立会在北京市人民政府第一会议室召开。会议由梁思成主持，彭真、王冶秋、张效曾因事请假，北京市建设局王明之、赵慎之列席。会议通过了《首都人民英雄纪念碑兴建委员会组织规程》，并推选出以下纪念碑兴建委员会的重要工作人员：
- 主任委员：彭真
- 副主任委员：郑振铎、梁思成
- 秘书长：薛子正
- 工程事务处：处长王明之；副处长吴华庆

此后，委员会又设立了其他机构。委员会成立初期的基本构架如下：
专门委员会（4个）：
- （1）施工委员会
  - 委员：郑孝燮（中央人民政府重工业部基本建设处副处长）、刘导楠（中财委总建筑处直属工程公司）、钟森（北京市建筑公司设计部）、张象昶（北京市企业公司）、吴柳生（清华大学）。
- （2）建筑设计专门委员会
  - 委员：庄俊（中国建筑公司）、杨廷宝（南京大学建筑系）、郑振铎（政务院文物局）、张镈、朱兆雪（以上二人为北京市建筑公司）、赵政之、林徽因、莫宗江、吴良镛（以上四人为清华大学）、王朝闻（中共中央宣传部）、陈占祥（北京市都市计划委员会）。
  - 召集人：梁思成
  - 列席：薛子正、吴华庆、梁思敬。
- （3）结构设计专门委员会
  - 委员：杨宽麟、陈致中、陈梁生、茅以升、蔡方阴、林诗伯、陈志德、卞维德、王明之。
  - 召集人：朱兆雪
- （4）雕画史料编审委员会
  - 委员：范文澜、刘大年、荣孟源（以上三人为中国科学院现代史研究所）、郑振铎、王冶秋（以上二人为政务院文物局）、江丰、王朝闻（以上二人为中央美术学院）、陈沂（中央人民政府人民革命军事委员会总政治部）、中共中央宣传部党史资料室（缪楚黄代表）、中共中央办公厅（裴桐代表）。
  - 召集人：范文澜

处（3个）：
- 工程事务处：处长王明之；副处长吴华庆
  - 电气装置组（中央人民广播电台及北京市电业局负责）
  - 土木施工组：组长王明之
  - 石料供应组
  - 财务核算组（由中财委负责）
  - 摄影纪录组（北京电影制片厂及新闻摄影局负责）
- 设计处：处长梁思成、刘开渠
  - 建筑设计组：组长梁思成；副组长莫宗江
  - 美术工作组
- 办事处：秘书主任贾国卿
  - 文书组
  - 会计组
  - 总务组

设计处下辖的美术工作组由滑田友于1952年底初步组建，1953年2月刘开渠到京后重新组定。重新组定后的美术工作组人员如下：
- 组长：刘开渠；副组长：滑田友、彦涵、吴作人、张松鹤
  - 研究组：组长：刘开渠；副组长：王式廓；组员：滑田友、吴作人、江丰、彦涵、王朝闻、蔡若虹、张松鹤、罗工柳、郑可
  - 东面组：组长：萧传玖、王丙召
    - 南昌组：组长：萧传玖、王式廓；组员：王万景、王卓予
    - 延安组：组长：王丙召、古元；组员：王鸿文

  - 南面组：组长：王丙召、辛莽
    - 游击组：组长：张松鹤、辛莽；组员：陈淑光
    - 解放组：组长：刘开渠、彦涵；组员：夏肖敏、凌春德、吴汝钊
    - 禁烟组：组长：王琦；组员：沈海驹

  - 西面组：组长：曾竹韶、李宗津
    - 太平组：组长：廖新学、李宗津；组员：谢家声、刘士铭
    - 甲午组：组长：曾竹韶、艾中信；组员：李祯祥

  - 北面组：组长：曾竹韶、董希文
    - 辛亥组：组长：司徒杰、董希文；组员：邹佩珠、张文新
    - 五四组：组长：滑田友、冯法祀；组员：谷浩、陈天
    - 五卅组：组长：王临乙、吴作人；组员：于津源

  - 秘书组：组长：陈天、沈海驹
    - 资料：谢家声、夏肖敏、吴汝钊
    - 总务：信英华、刘培林、李祯祥
    - 会计：傅筑岩、韩云鹏
    - 秘书助理：卢厂
    - 石工管理：王万景、王鸿文

### 浮雕

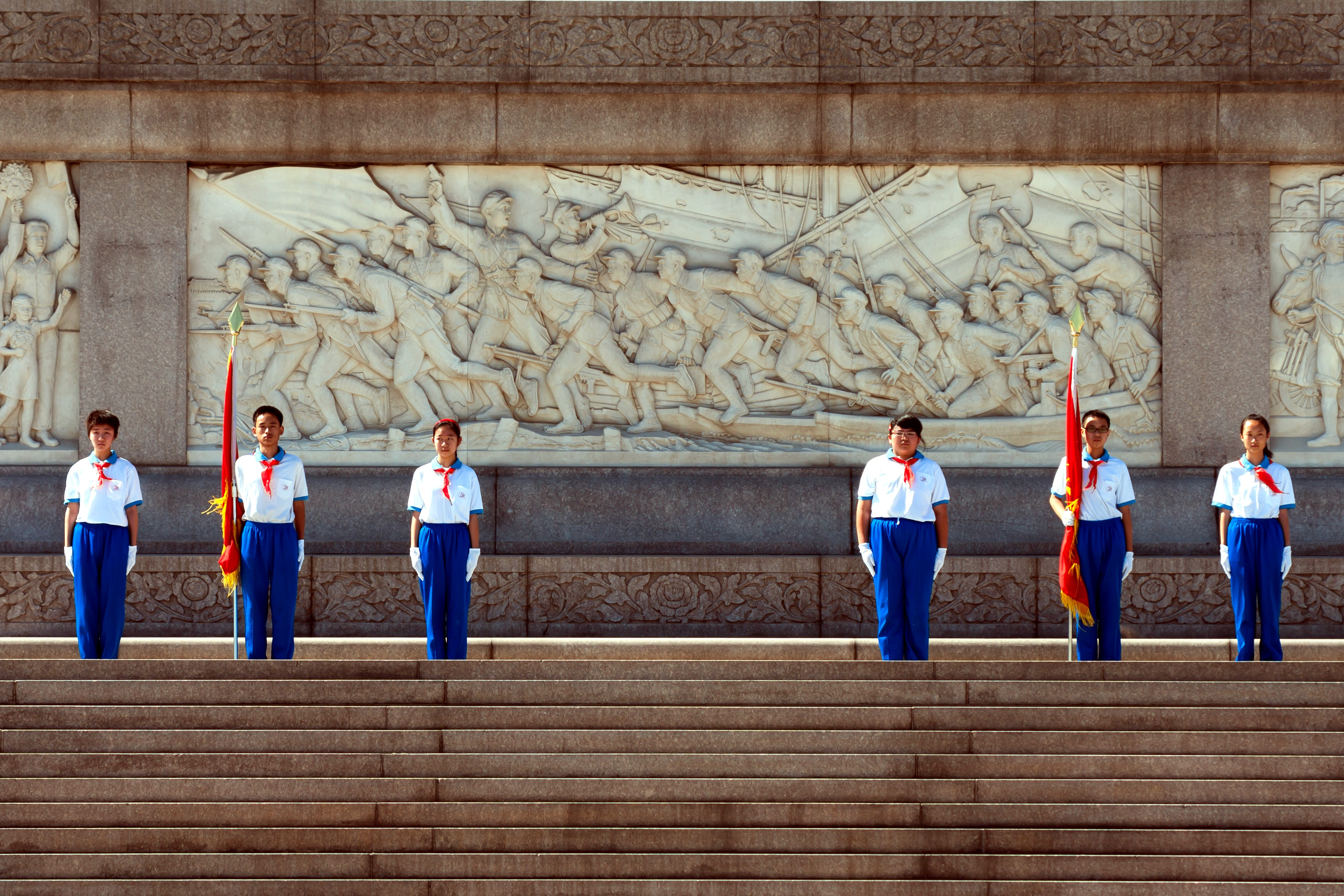
纪念碑浮雕前站崗的中国少年先锋队队员

1952年7月中旬，史料委员会初步提出了浮雕的主题方案，共有九幅。1953年1月19日，秘书长薛子正传达毛泽东关于浮雕主题的指示：
“井冈山”改为“八一”；“义和团”改为“甲午”；“平型关”改为“延安出击”；“三元里”是否找一个更好的画面？ “游击战”太抽象，“长征”哪一个场面可以代表？
史料委员会经过多次讨论后，又对原先提出的浮雕主题进行了多次改变，形成了现在的八幅。
1. 林则徐《虎门销烟》画稿艾中信，雕刻曾竹韶[7]
2. 太平天国洪秀全《金田起义》画稿李宗津，雕刻王丙召，助手刘士铭、谢家声
3. 《武昌起义》画稿董希文，雕刻傅天仇，助手祖文轩
4. 《五四运动》画稿冯法祀，雕刻滑田友，助手陈天、夏肖敏、吴汝钊
5. 《五卅运动》画稿吴作人，雕刻王临乙，助手李祯祥、王澎（王鸿文）
6. 《南昌起义》画稿王式廓，雕刻萧传玖，助手王卓予、王万景
7. 《抗日游击战》画稿辛莽，雕刻张松鹤
8. 《胜利渡长江·解放全中国》画稿彦涵、雕刻刘开渠

- 《支援前线》雕刻刘开渠
- 《欢迎人民解放军》雕刻刘开渠
- 放大稿助手：王殿臣、祖文轩、李唐寿等[1]

## 修缮记录
- 1971年，纪念碑北面原为鎏金的“人民英雄永垂不朽”题字被改成红色玻璃钢字。
- 1980年国庆节前，纪念碑拆除了红色玻璃钢字，更换了损坏断裂的石料，恢复了原有的鎏金字。
- 1999年6月，在天安门广场进行大规模改造时又对其进行了彻底的清洗和维护。
- 2006年，修复纪念碑存在的漏水、有裂缝、部分地方错位、风化严重等问题，是47年来首次大规模的修缮。[8]

## 历史事件

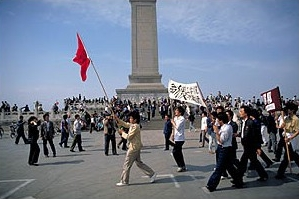
六四事件期間在人民英雄紀念碑前遊行的學生隊伍

- 1976年4月5日，天安门广场上发生悼念故总理周恩来的四五运动，大量的花圈和诗歌布满了人民英雄纪念碑及广场。这一运动被四人帮镇压，但运动中的诗歌后来被搜集出版，称为“天安门诗抄”。[9]
- 1989年4月16日，北京高校的学生把故总书记胡耀邦遗照放在纪念碑上，也有人把大字报等贴在这上面。在随后整个學生運動的过程中，纪念碑都是抗议者的指挥部和活动中心。当中国人民解放军戒嚴部隊在6月4日凌晨对天安门广场实施清场时，聚集在纪念碑周围的数千学生是最后离开的。在此之前纪念碑的基座是开放的，任何人都可以上去，近距离参观纪念碑须弥座上的浮雕。而此后至今纪念碑基座则被护栏围起，不开放予公众。内有武警站岗[10]。此外还有中国少年先锋队队员的“少年先锋岗”，该岗自1986年起设立，2003年因SARS而中断，2006年起恢复。[11]
- 2024年7月27日，包括人民英雄纪念碑在内的天安门广场建筑群作为「北京中轴线——中国理想都城秩序的杰作」的组成部分，入選世界遗产[12]。

## 紀念活動

### 國慶節和烈士纪念日
党和国家领导人，和各界代表，以往在10月1日中華人民共和國國慶節向人民英雄纪念碑敬献花篮。該儀式於2008年、2010年、2011年、2012年、2013年举行（2009年則是在天安門廣場舉行了中华人民共和国成立60周年庆典）。2014年8月31日，第十二届全国人大常委会第十次会议通过关于设立烈士纪念日的决定，规定每年9月30日，即人民英雄纪念碑奠基日为烈士纪念日，并规定每年9月30日国家举行纪念烈士活动。

### 抗日戰爭勝利紀念日
党和国家领导人和各界代表在9月3日抗日戰爭勝利紀念日向人民英雄纪念碑敬献花篮。该仪式曾于1995年、2005年抗日战争胜利50、60周年之際举行。

### 外国领导人敬献花篮
人民英雄纪念碑也是外国领导人来京访问时敬献花篮的场所。
- 1991年8月，日本首相海部俊樹在訪華期間，向人民英雄紀念碑獻了花圈，輓聯寫有“人民英雄永垂不朽”幾個字。[18]

## 邮票

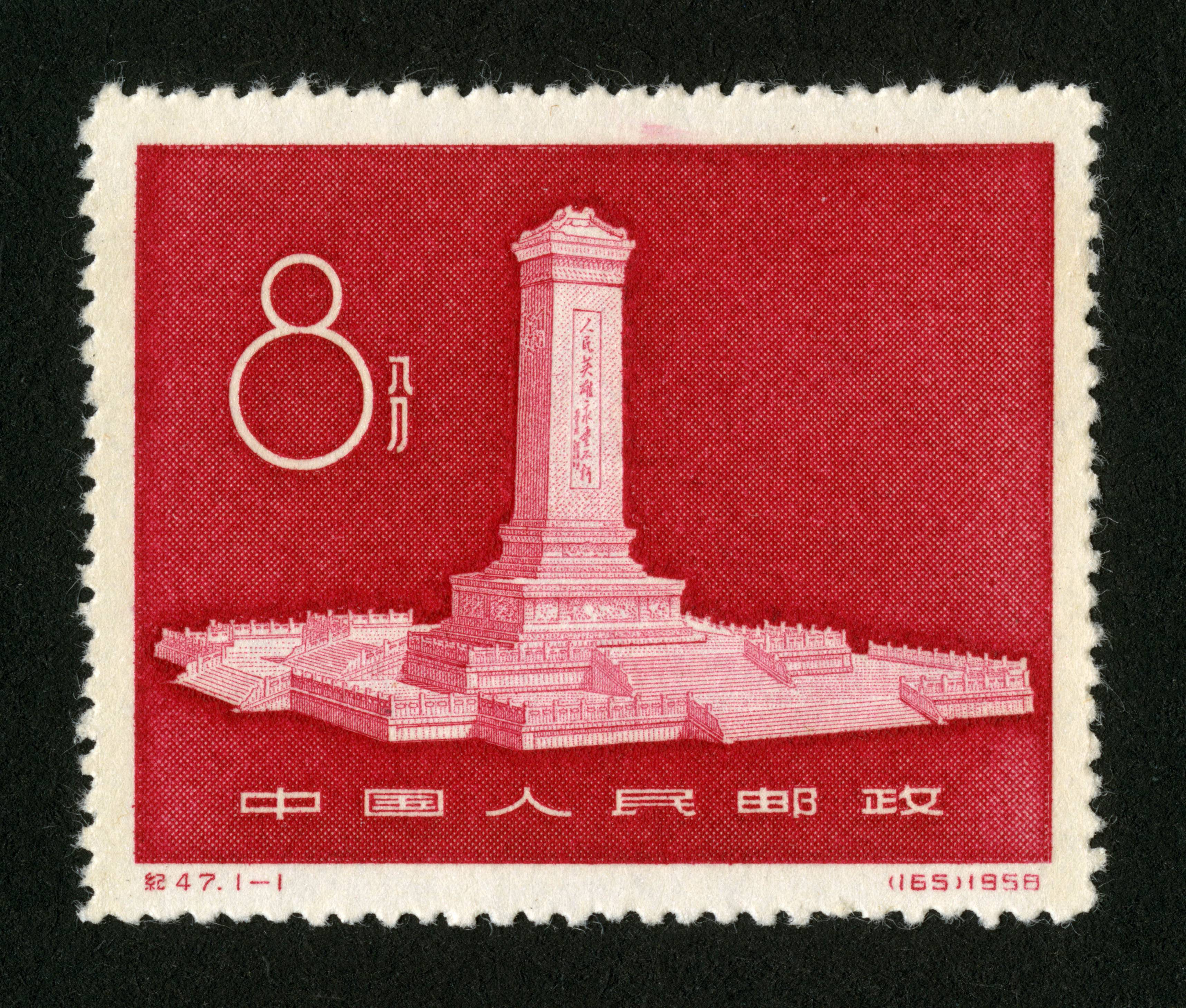
纪47 人民英雄纪念碑

纪47M 人民英雄纪念碑小全张

为纪念人民英雄纪念碑落成，中华人民共和国邮电部于纪念碑揭幕之日暨1958年5月1日发行了纪念邮票，全套1枚，主图为人民英雄纪念碑，画面为红色。1958年5月30日发行该邮票的同名小全张（M）1枚，其图案除纪念碑邮票外，还印有纪念碑正面和背面的碑文。该小全张是中国人民邮政发行的第一枚小全张。
- 邮票：
  - 发行日期：1958年5月1日
  - 编号：纪47
  - 1-1（165）人民英雄纪念碑
  - 面值：8分
  - 邮票规格：35×27.5mm
  - 齿孔度数：14度
  - 整张枚数：90枚
  - 版别：雕刻版
  - 设计者：孙传哲
  - 雕刻者：孔绍惠
  - 印刷厂：中国近代印刷公司

- 小全张
  - 发行日期：1958年5月30日
  - 编号：纪47M
  - 面值：8分（售价0.12元）
  - 小全张规格：87×137mm、其中邮票尺寸：35×27.5mm
  - 齿孔度数：无齿
  - 版别：雕刻版
  - 设计者：孙传哲（邮票）、刘硕仁（小全张）
  - 雕刻者：孔绍惠
  - 印刷厂：中国近代印刷公司